# Kingston upon Hull East
La circonscription de Kingston upon Hull East  est une circonscription située dans le East Yorkshire et représentée à la Chambre des communes du Parlement britannique.